# فوزي مسوني
فوزي مسوني (1972الجزائر) هو لاعب كرة قدم جزائري.

## روابط خارجية
- فوزي مسوني على موقع قاعدة بيانات كرة القدم.إي يو (الإنجليزية)
- فوزي مسوني على موقع ناشيونال فوتبول تيمز (الإنجليزية)